# Gonyleptellus bufoninus
Gonyleptellus bufoninus is een hooiwagen uit de familie Gonyleptidae.